# الحركية الدوائية للبروجستيرون
تتعلق الحركية الدوائية للبروجستيرون بالديناميكية الدوائية والحركية الدوائية وطرق الإعطاء المختلفة للبروجستيرون.
البروجستيرون هو مطابق حيوي للبروجستوجين يُنتج بشكل طبيعي، أو ناهض لمستقبلات البروجستيرون، أو المستهدف الحيوي للمركبات البروجستيرونية مثل البروجستيرون داخلي التنشؤ. يمتلك البروجستيرون أيضًا فعالية مضادة للقشرانيات المعدنية ومثبطة للستيرويدات العصبية، في حين يبدو أن فعاليته القشرانية المعدنية أو المضادة للأندروجين ضعيفة أو معدومة، وفعاليته الأندروجينية معدومة. بسبب فعاليته البروجيستوجينية، يمتلك البروجستيرون تأثيرات وظيفية مضادة للإستروجين في بعض الأنسجة مثل الرحم وعنق الرحم والمهبل. بالإضافة إلى ذلك، يمتلك البروجستيرون تأثيرات مضادة لموجهة الغدد التناسلية بسبب فعاليتيه البروجستيرونية  ويمكنه تثبيط الخصوبة ومنع إنتاج الهرمونات التناسلية. يختلف البروجستيرون عن البروجستين (بروجستوجين صنعي) مثل أسيتات ميدروكسي بروجستيرون ونوريثيستيرون، بآثار الديناميكية الدوائية والحركية الدوائية وكذلك الفعالية، وسلامة الدواء.
يمكن أخذ البروجستيرون عن طريق الفم، أو من خلال المهبل، أو عن طريق الحقن في العضلات أو النسيج الدهني، من بين طرق أخرى. تتوفر حلقة البروجستيرون المهبلية واللولب الرحمي البروجستيروني أيضًا كمنتجات صيدلانية.

## طرق الإعطاء
تعتمد الحركية الدوائية للبروجستيرون على طريقة إعطائه. تمت الموافقة على الدواء في شكل محافظ مملوءة بالزيت تحتوي على مسحوق البروجستيرون  للإعطاء عن طريق الفم،  وسُميَ «مسحوق البروجستيرون الفموي» («أو إم بّي») أو ببساطة «البروجستيرون الفموي». يتوفر أيضًا على شكل تحاميل تُعطى عن طريق المهبل أو عن طريق المستقيم، أو على شكل هلام  مهبلي، أو محاليل زيتية للحقن العضلي، أو محاليل مائية للحقن تحت الجلد، من بين طرق أخرى.
تتضمن الطرق التي اسُتخدمت لإعطاء البروجستيرون  الإعطاء عن طريق الفم، والأنف، عبر الأدمة، والمهبل، والمستقيم، والحقن العضلي، وتحت الجلد، والوريدي. وُجد أن امتصاص  البروجستيرون عن  طريق الفم يكون أقل منه عند إعطائه عن طريق المهبل وبالحقن العضلي (ينخفض) ومعدل التصفية (يكون أسرع). يتوفر البروجستيرون المهبلي على  شكل هلام وحلقات مهبلية وتحاميل رحمية. وتشمل ميزات إعطاء البروجستيرون عن طريق المهبل على إعطائه عن طريق الفم توافرًا حيويًا كبيرًا وامتصاصًا سريعًا وتجنب تأثير المرور الأولي وتركيزات بلازمية مستديمة وتأثير موضعي على بطانة، بينما تتضمن ميزات إعطاء البروجستيرون عن طريق المهبل على إعطائه بالحقن العضلي بأنها أسهل بكثير ولا تسبب ألم الحقن الموضعي.
وُجد أن إعطاء البروجستيرون عن طريق الأنف على شكل بخاخ أنفي فعال في تحقيق مستويات علاجية، ولم يترافق بحدوث تهييج في الأنف، ولكن ترافق بطعم كريه  للبخاخ. قد تكون طرق إعطائه عبر المستقيم وبالحقن العضلي أو الوريدي غير ملائمة، خاصة بالنسبة للعلاج طويل الأمد. تكون مستويات البروجستيرون في البلازما بعد الإعطاء عن طريق المهبل وعن طريق المستقيم متماثلة على الرغم من طرق الإعطاء المختلفة، والإعطاء عن طريق المستقيم هو بديل عن البروجستيرون المهبلي في حالات التهاب المهبل أو التهاب المثانة أو عند الولادة الحديثة أو عند استخدام وسائل منع الحمل الحاجزة. قد يحقق الحقن العضلي للبروجستيرون مستويات أعلى بكثير من تركيز البروجستيرون في الطور الأصفري الطبيعي والمستويات المحققة عند استخدام طرق أخرى.
بهدف المقارنة مع الظروف الفيزيولوجية العادية، تتراوح مستويات البروجستيرون في الطور الأصفري من 4 إلى 30 نانوغرام / مل (يتراوح مستواه من 5 إلى 9 نانوغرام / مل خلال المرحلة منتصف الطور الأصفري)، في حين أن مستويات البروجستيرون في الطور الجريبي تكون 0.02 إلى 0.9 نانوغرام / مل، ويكون مستواه عند سن اليأس  0.03 إلى 0.3 نانوغرام / مل، وتبلغ مستويات البروجستيرون لدى الرجال هي 0.12 إلى 0.3 نانوغرام / مل. خلال فترة الحمل، تكون مستويات البروجستيرون في الأسابيع الأربعة إلى الثمانية الأولى من 25 إلى 75 نانوغرام / مل، وعادة ما يكون مستواه 140 إلى 200 نانوغرام / مل عند موعد الولادة. يبلغ إنتاج هرمون البروجستيرون في الجسم في أواخر الحمل حوالي 250 ملغ في اليوم، 90 ٪ منه يصل إلى الدورة الدموية للأم.

### الإعطاء عن طريق الفم

#### تأثير المرور الأول والستيرويدات العصبية
يُستقلب البروجستيرون إلى الألوبريغنانولون والبريغانانولون، وهي من الستيرويدات العصبية والمعززات القوية لمستقبلات الغابا-أ. يُحفز تحول البروجستيرون إلى هذه المستقلبات عن طريق الإنزيمات مختزلة الألفا-5 والبيتا-5 وديهيدروجيناز هيدروكسي ستيرويدألفا-3، وتحدث هذه العملية بشكل أساسي في الكبد، ولكنها تحدث أيضًا في أنسجة الغدد الصماء التناسلية والجلد والدماغ والأنسجة الأخرى. بسبب التأثير الكبير للمرور الأول على البروجستيرون عند إعطائه عن طريق الفم، يتحول نحو 80 إلى 90% أو أكثر من البروجستيرون إلى هذه المستقلبات، وتتشكل بالتالي كميات هائلة من هذه الستيرويدات العصبية وتنتشر في جميع أنحاء الجسم والدماغ. ولهذا السبب، تتضمن الآثار الجانبية الشائعة للبروجستيرون المُعطى عن طريق الفم، الدوخة والنعاس والتهدئة والإعياء. يمكن أن تؤدي الجرعات الفموية والجرعات العالية بما فيه الكفاية من البروجستيرون العضلي إلى هذه التأثيرات المهدئة. ومع ذلك، بالمقارنة مع البروجستيرون الفموي، فقد وجد أن مستويات هذه الستيرويدات العصبية تكون منخفضة جدًا عند إعطائه حقنًا مثل البروجستيرون المهبلي والعضلي. كما هو الحال بالنسبة للتوافر الحيوي للبروجستيرون المُعطى عن طريق الفم، هناك تباين عالٍ بين الأفراد في تكوين ومستويات الألوبريغنانولون والبريغانانولون الناتجة عن أخذ البروجستيرون عن طريق الفم. نتيجة لذلك، قد يعاني بعض الأفراد من أثار اكتئاب مركزية كبيرة بسبب البروجستيرون الفموي، في حين أن البعض الآخر قد يعاني من الحد الأدنى من هذه الآثار.
عند إعطاء البروجستيرون عن طريق الفم، يكون تركيز الألوبريغنانولون والبريغانانولون،  في الدوران الدموي أعلى من جرعة البروجستيرون. يكون عمر النصف الحيوي لهذه الستيرويدات العصبية الناتجة عن استقلاب البروجستيرون قصير نسبيًا في الدوران الدموي، وبسبب ذلك، يحدث ارتفاع دراماتيكي كبير فوق الحد الفيزيولوجي في تراكيز الألوبريغنانولون والبريغانانولون، يعقبه انخفاضات حادة مع كل جرعة فموية من البروجستيرون. على هذا النحو، تتذبذب مستويات الستيرويدات العصبية بشكل كبير (على سبيل المثال، 15 مرة في حالة الألوبريغنانولون)، وبطريقة غير فيزيولوجية عند العلاج بالبروجستيرون الفموي. بالإضافة إلى ذلك، فإن تناول الطعام مع البروجستيرون الفموي يزيد معدل امتصاصه بمقدار ضعفين، وقد يزيد هذا أيضًا من التذبذب في مستويات الستيرويدات العصبية، وخاصةً في حال لم يكن تناول الطعام مع البروجستيرون ثابتًا، من جرعة إلى جرعة.
على عكس تناوله عن طريق الفم، يتجنب البروجستيرون المُعطى عن طريق الحقن، مثل الإعطاء المهبلي، تأثير المرور الأول، ولا يترافق بمستويات فوق الحد الفيزيولوجي من الستيرويدات العصبية، أو ارتفاعات أو تذبذبات ملحوظة في مستوياتها. يمكن استخدام طرق الحقن بدلاً من الإعطاء عن طريق الفم لتجنب الآثار الضارة المرتبطة بتذبذب مستويات الستيرويدات العصبية في حال ثبت أنها تنطوي على مشاكل. يرتبط  تخفيض جرعات البروجستيرون الفموية (على سبيل المثال، 100 مجم/يوم) بانخفاض تشكّل المستقلبات الستيرويدية العصبية نسبيًا، وبنفس الطريقة قد تساعد أيضًا في التخفيف من هذه الآثار الجانبية. بالإضافة إلى ذلك، عُثر على مثبط مختزلة ألفا-5 دوتاستيرايد، الذي يمنع إنتاج الألوبريغنانولون (لكنه لا يمنع إنتاج البريغانانولون) من البروجستيرون، يقلل بالتالي من أعراض المتلازمة السابقة للحيض.
يُعتبر البريغنينولون، مكملًا غذائيًّا مُتاحًا بدون وصفة ومشابهًا قريبًا للبروجستيرون، يُحول بشكل مكثف إلى ستيرويدات عصبية مثل الألوبريغنانولون والبريغانانولون عند تناوله عن طريق الفم على غرار البروجستيرون. وفي المقابل، لم يلاحظ حدوث ذلك عند حقن البريغنينولون عبر الأدمة.